# بريتاني بيرنز
بريتاني بيرنز (بالإنجليزية: Brittany Byrnes)‏ هي ممثلة أسترالية، ولدت في 31 يوليو 1987 بسيدني في أستراليا.

## أعمال

### أفلام
- (1995) بيبي[4]

## وصلات خارجية
- بريتاني بيرنز على موقع IMDb (الإنجليزية)
- بريتاني بيرنز على موقع ألو سيني (الفرنسية)
- بريتاني بيرنز على موقع أول موفي (الإنجليزية)
- بريتاني بيرنز على موقع قاعدة بيانات الفيلم (الإنجليزية)
- بريتاني بيرنز على موقع كينوبويسك (الروسية)